# Бауманвильское восстание
Бауманвильское восстание (англ. Battle of Bowmanville) — восстание, произошедшее в 1942 году на территории Бауманвильского лагеря для военнопленных. Первоклассные немецкие офицеры, в основном содержавшиеся в лагере, выразили протест против заключения в кандалы 100 пленных. Продолжительность восстания составила 3 дня.
Немцев взяли в плен англичане, по мнению которых в ближайшее время должно быть произойти вторжение Вермахта в Великобританию, и отправили их в лагерь для интернированных, охрану которого несли военнослужащие гвардии ветеранов вооружённых сил доминиона Канада. Поводом к началу восстания послужил перевод 126 пленных в иной лагерь с целью заключения в кандалы. Таким образом, британцы намеревались отомстить им за окружение и последующую за ним сдачу в плен канадских солдат в районе Дьепа. По окончании рукопашного боя, в результате которого одному бойцу Гвардии ветеранов (воинского формирования, в задачи которого входила территориальная оборона Канады) проломили череп, 400 военнопленных укрепились на территории одного из зданий, расположенных на территории лагеря. Они продержались немногим более дня, в течение которого гвардейцы успели вызвать подкрепление. Прибывшие в День благодарения курсанты десантно-диверсионного подразделения, проходившие поблизости, в г. Кингстон, обучение, сломили сопротивление повстанцев, применив шланги, наполненные слезоточивым газом.
Во время подавления бунта прозвучало три выстрела, двое из которых ранили одного немца, но он выжил. Один из немцев получил ножевое ранение штыком, но остался жив . Несколько немцев и канадцев получили незначительные ранения во время рукопашных схваток.